# زهرة كروكوسميا

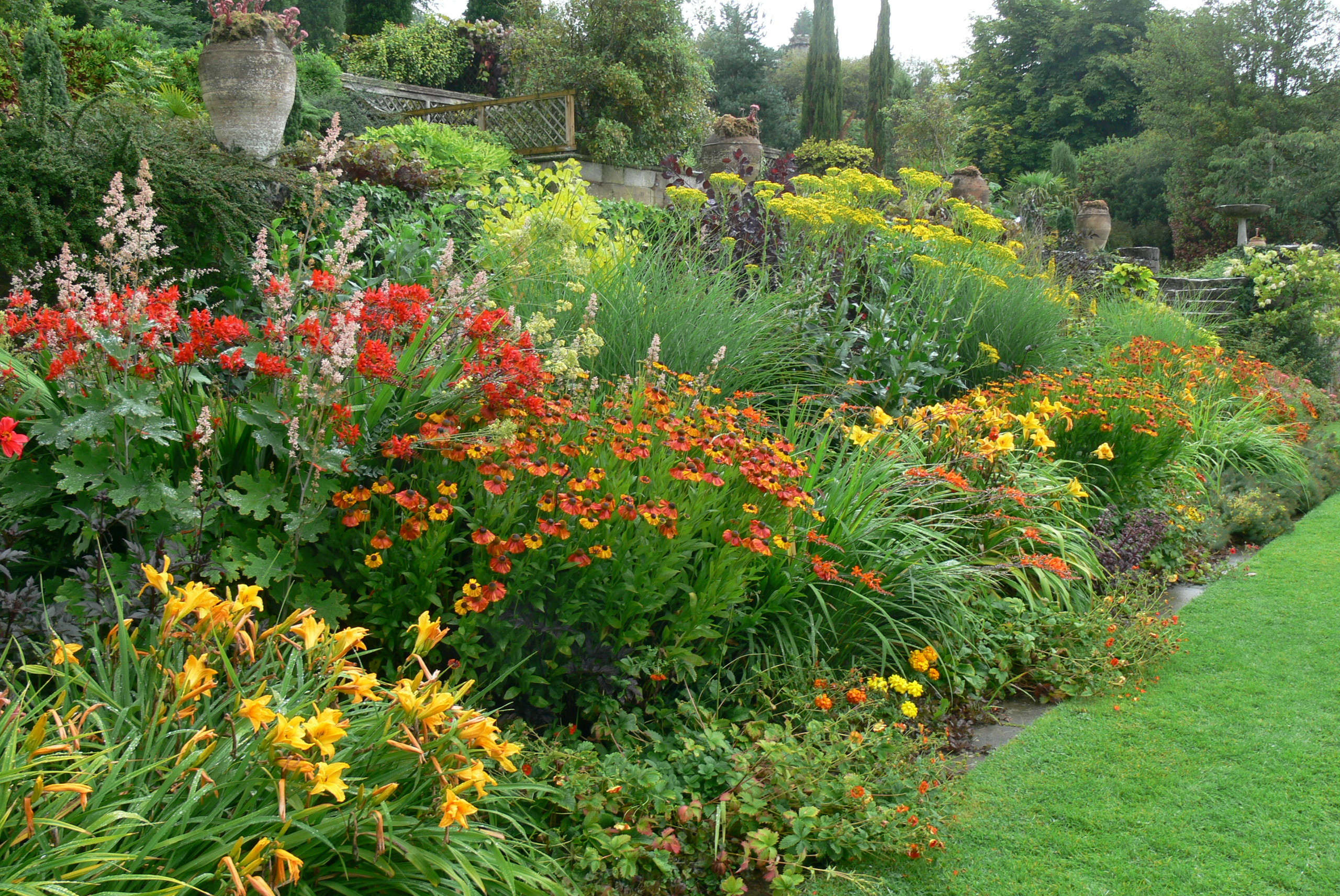
زهرة كروكوسميا
يجذب هذا النبات المبهرج الطيور الطنانة والفراشات بأزهاره الغنية بالأصباغ ويساهم بشكل رائع في قطع تنسيق الزهور.

| الإسم النباتي          | Crocosmia                      |
| الإسم الشائع           | Coppertips, montbretia         |
| عائلة                  | Iridaceae                      |
| نوع النبات             | معمر                           |
| حجم الناضج             | 2-3 قدم                        |
| التعرض لأشعة الشمس     | يفضل الشمس الكاملة ؛ شمس جزئية |
| نوع التربة             | جيدة التصريف                   |
| درجة الحموضة في التربة | متعادلة                        |
| فترة أزدهار            | الصيف                          |
| لون الزهرة             | أحمر ، أصفر ، برتقالي          |
| الموطن الأصلي          | جنوب أفريقيا                   |

## التعريف
ينتمي جنس كروكوسميا "Crocosmia" إلى عائلة Iris (Iridaceae) ويحتوي على أحد عشر نوعًا أو نحو ذلك من النباتات المعمرة القرمزية، معظمها موطنه الأصلي في إفريقيا الجنوبية والاستوائية. لها هجائن عديدة لكن من الصعب العثور عليها، من هجائنها: antholyza،curtonus،montbretia. الكروكسيما لها ما يقارب 400 صنف، أكثرها انتشارًا crocosmia ، red king ، montbretia وred star. كما تعرف زهرة كروكوسيما بأسماءأخرى مثل: Coppertips و falling stars.

## الوصف النباتي
- أوراق الكروكوسميا، التي يبلغ طولها من قدمين إلى ثلاثة أقدام، تكون مضلعة بشكل عام، ولكنها أحيانًا مطوية، وتكون دائمًا على شكل سيف. عادة ما يكون لون الورقة أخضر متوسط، لكن بعض الأصناف بها أوراق خضراء شاحبة أو حتى خضراء بنية.
- حتى عندما لا تكون الكروكوسميا في حالة ازدهار، فإن أوراقها تقدم شكلاً ولونًا متباينين بين النباتات المعمرة الأخرى. بالإضافة إلى كونها نباتات حدودية جيدة، الكروكوسميا تنمو بشكل جيد في الأواني. إذا نمت في أواني تحتوي على الكثير من المواد العضوية والأسمدة ومثال على ذلك montbretia تحمل زهورًا أكبر بكثير مما تكون عليه عندما تزرع في الحديقة.

## مميزاتها
- قلة من أمراض وأفات تسبب مشكلة لها.
- تتميز أزهار كروكوسيما بألوانها النابضة بالحياة (أحمر، أصفر وبرتقالي).
- تزهر الكروكسيما من منتصف الصيف إلى الخريف وبحالة جيدة في الحديقة كما في المزهريات عند حسن الاعتناء بها، متغلبة على باقي الأزهار والتي تكون اما متعبة أو انهت فترة تفتحها.

## من ألوان أصنافها
- Culzean Pink

- الزهور وردية.
- Emberglow

- الزهور حمراء.
- Jenny Bloom

-الزهور صفراء.
- Lucifer

- الصنف الأكثر صلابة، الزهور حمراء.
- Meteor

- الزهور ذهبية برتقالية.
- Paul's Best Yellow

- الزهور صفراء.
- Red King

- الزهور برتقالية حمراء مع لمسة صفراء.
- Scorchio

- الزهور برتقالية.

## نصائح رعايتها
- تنمو الكروكوسميا وتزهر بشكل أفضل في الشمس الكاملة. سوف تنمو في ظروف أشعة الشمس الجزئية ولكنها لن تزهر بقدر ما تنمو عند زراعتها تحت أشعة الشمس الكاملة. بعض ظلال الظهيرة جيدة في المناخات الحارة لكن الكثير من الظل يمكن أن يؤدي إلى عدد أقل من الإزهار. يفضل زراعتها في مكان يتلقى من ست إلى ثماني ساعات من ضوء الشمس يوميًا.
- تحتاج نباتات الكروكوسميا إلى سقي منتظم، لكن لا يجب أن تفرط في سقايتها. اسقِ عندما يشعر الجزء العلوي من التربة بالجفاف.
- على الرغم من أن الكروكوسميا تتحمل الحرارة العالية والرطوبة، إلا أنها تنطلق حقًا في المناخات الأكثر جفافاً مع درجات الحرارة المعتدلة.
- تنمو الكروكوسميا جيدًا في التربة النحيلة أو الصخرية ولا تحتاج إلى سماد تكميلي. يمكن أن تتسبب العناصر الغذائية الزائدة في زيادة نمو أوراق على حساب الإزهار.